# Palm User Group
Eine Palm User Group, kurz PUG, ist – ähnlich wie einer Linux User Group – eine Gruppe von Personen, die an PalmOS-PDAs (Personal Digital Assistant) interessiert sind und sich regelmäßig treffen.
Obwohl bei vielen Palm User Groups Systeme mit PalmOS im Vordergrund stehen, beschränkt sich das Interesse der „Palmianer“ nicht unbedingt ausschließlich auf dieses Betriebssystem.
PUGs organisieren sich selbständig und finden sich in vielen Städten und Kreisen. Es gibt keinen Dachverband, jedoch so etwas wie „Sprachrohre“ der Szene. Als solches konnte man im deutschen Bereich die Website Nexave bezeichnen, die das größte privat betriebene Portal für PalmOS-Geräte in Deutschland darstellt. Anlässlich der CeBIT veranstaltete Nexave jährlich das sogenannte PUM (Palm User Meeting), ein deutschlandweites Treffen von PUGs und Palm-Interessierten in Hannover.
Durch die Übernahme von Palm durch Hewlett Packard ist PalmOS gänzlich vom Markt verschwunden. Heute dominieren iOS (Apple) und Android (Google) den Markt der mobilen Gadgets, auf Smartphones und Tablets. Viele Palmsuergroups sind daher ebenfalls nicht mehr existent.
Die Palmusergroup Mannheim hat sich schon vor vielen Jahren für die alternativen Systeme geöffnet und war mit über 150 registrierten Mitgliedern eine der größten PUG's Deutschlands.
Die Palmusergroup Mannheim hat ihren Namen geändert und war fortan als PUG-Mannheim - Smartphones & More aktiv. Sie traf sich immer am dritten Mittwoch im Monat und wurde von Peter Bartsch geleitet. Am 15. Dezember 2021 hat auch die PUG-Mannheim ihre Tätigkeiten nach insgesamt 258 Treffen eingestellt.